# 橋本渉 (情報工学者)
橋本 渉（はしもと わたる）は、日本の情報工学者。大阪工業大学情報科学部情報メディア学科教授。工学博士（筑波大学）。第一種情報処理技術者・高度情報処理技術者（ES）。日本バーチャルリアリティ学会ハプティクス研究委員会委員・IVRC2021アドバイザ。システム制御情報学会編集委員会編集委員 。
主な専門は、情報メディア（VR/AR・没入型ディスプレイ、ハプティクスなど）、知能情報処理・ディープラーニング・数値解析（MATLABなど）、 ヒューマン・インタフェース/マルチモーダル・インタフェース
。

## 経歴
1995年筑波大学第三学群工学システム学類卒業。2000年同大学大学院工学研究科知能機能工学専攻博士課程修了、工学博士（筑波大学）。筑波大学機能工学系助手を経て、2002年大阪工業大学情報科学部に着任。講師、准教授を経て、2020年より同学部情報メディア学科教授。
主な所属は、日本バーチャルリアリティ学会、ヒューマンインタフェース学会、システム制御情報学会、計測自動制御学会、日本バイオフィードバック学会、画像電子学会など。

## 主な研究
- 没入型VRプログラミング環境における操作インタフェースの検証
- 没入型球面ディスプレイによるドライビングシミュレーション/危険予測に関する考察
- ARのための実物体形状の合成提示
- マルチモーダルな情報提示とバイオフィードバックへの応用可能性
- ディープラーニングを用いた道路標識検出のための3DCGシミュレーションに基づく学習データセットの検討

情報メディア学の対外啓蒙活動として、高校生向けにVRの紹介やその開発に必要となるUnityに関する講義（京都すばる高校 2021）を行っている。大阪工業大学梅田キャンパスで開催された「ヒューマンインタフェースシンポジウム2017」にて、MATLAB講習会（〜機械学習によるまばたきのリアルタイム認識）オーガナイザも務めている。また、日本バーチャルリアリティ学会ハプティクス研究委員会との共同活動で、関西圏大学のVR研究室ラボツアー2021も行っている。